# Le Torrent de la mort
Pour plus de détails, voir Fiche technique et Distribution.
Le Torrent de la mort (Rovin' Tumbleweeds) est un film américain réalisé par George Sherman, sorti en 1939.

## Fiche technique
- Titre : Le Torrent de la mort
- Titre original : Rovin' Tumbleweeds
- Réalisation : George Sherman
- Scénario : Betty Burbridge, Dorrell McGowan et Stuart E. McGowan
- Photographie : William Nobles
- Montage : Tony Martinelli
- Pays de production : États-Unis
- Format : Noir et blanc - 1,37:1 - Mono
- Genre : western
- Date de sortie : 1939

## Distribution
- Gene Autry : lui-même
- Smiley Burnette : Frog Millhouse
- Mary Carlisle : Mary Ford
- Douglass Dumbrille : Stephen Holloway
- William Farnum : Senator Timothy Nolan
- Victor Potel : l'homme dans le magasin
- Sammy McKim : Eddie
- Reginald Barlow : Higgins
- Guy Usher : Charles C. Craig